# فرانك أ. ميلر
فرانك أ. ميلر هو سياسي أمريكي، ولد في 9 يناير 1888، وتوفي في 25 يونيو 1931. نشط حزبياً في الحزب الديمقراطي. وقد انتخب عضو جمعية ولاية نيويورك ‏.